# Sicono
Sìcono - detto anche sicònio - è un'infiorescenza composta tipica della famiglia delle Moraceae. Lo stesso termine designa anche il falso frutto derivato dal suo sviluppo.
È formata da un ricettacolo piriforme, ingrossato, carnoso, cavo, con un'apertura nella parte apicale detta ostiolo che permette l'accesso agli insetti pronubi responsabili dell'impollinazione. 
Contiene molti piccoli fiori unisessuali posti sulla parete interna del siconio. A seconda del periodo di maturazione i siconi possono contenere esclusivamente fiori femminili o fiori femminili e  maschili. I fiori maschili sono posizionati nei pressi dell'ostiolo.
Una volta avvenuta l'impollinazione il siconio  conterrà gli acheni ovvero i veri frutti. Un esempio di sicono molto conosciuto e comunemente presente sulle nostre tavole è il frutto del fico, consumato fresco o essiccato.